# ソリアノ県
ソリアノ県（ソリアノけん、西: Departamento de Soriano）は、ウルグアイの県。県都はメルセデス。

## 人口動静
2011年の国勢調査によると、ソリアノ県の人口は8万2592人、世帯数は3万2075世帯である。
下記の諸指標は2010年のデータによる。
- 人口増加率 - 0.558%
- 出生率 - 人口1000人あたり16.60人
- 死亡率 - 人口1000人あたり9.41人
- 平均年齢 - 31.7歳（男性30.8歳、女性32.6歳）
- 平均寿命

平均 - 76.32歳
男性 - 73.47歳
女性 - 79.26歳
- 一世帯あたり平均所得 - ひと月2万5198ペソ
- 都市部のひとりあたり平均所得 - ひと月9648ペソ

## 主な都市
| 都市名                     | 原語表記           | 人口（2011年） |
| -------------------------- | ------------------ | -------------- |
| カルドナ                   | Cardona            | 4600人         |
| チャクラス・デ・ドローレス | Chacras de Dolores | 1961人         |
| ドローレス                 | Dolores            | 1万7174人      |
| ホセ・エンリケ・ロド       | José Enrique Rodo  | 2120人         |
| メルセデス                 | Mercedes           | 4万1974人      |
| パルミタス                 | Palmitas           | 2123人         |
| ビリャ・ソリアノ           | Villa Soriano      | 1124人         |

## 名所
- アグラシアーダ・ビーチ - 33人の東方人と関係のある歴史的に重要なビーチ

## ゆかりの人物
- フアン・イディアルテ・ボルダ - 1894年から1897年まで、ウルグアイの大統領を務めた
- トマス・ゴメンソロ・アルビン - 1872年から1873年まで、ウルグアイの暫定大統領を務めた